# دیوید مک کللند
دیوید کلارنس مک‌کللند(به انگلیسی: David Clarence McClelland)؛ (20 می 1917-27 مارس 1998) نظریه‌پرداز روان شناسی آمریکایی بود که به دلیل کار خود در زمینه نظریه نیاز انگیزشی مورد توجه قرار گرفت. مک‌کللند به خاطر نظریهٔ بهبود انگیزش از اعتبار خاصی برخوردار است. او تعدادی از آثارش را بین دهه‌های 1950 و 1990 منتشر کرد و سیستم‌های امتیازدهی جدیدی را برای آزمون تشخیص موضوعی (TAT) و فرزندان آن ایجاد کرد. مک کللند با توسعه نظریه انگیزه پیشرفت، که معمولا به عنوان نیاز به موفقیت یا نظریه n-دستاورد شناخته می شود، اعتبار دارد. بررسی بررسی روان شناسی عمومی که در سال 2002 منتشر شد، مک کللند را به عنوان پانزدهمین روان شناس پر استناد سده بیستم معرفی کرد.

## زندگی‌نامه
دیوید کلارنس مک کله لند در نیویورک دیده به جهان گشود، در ۱۹۳۸ وارد دانشگاه وسلیان (Wesleyan) شد سپس مدرک فوق لیسانس روانشناسی را از دانشگاه میسوری دریافت نمود، در سال ۱۹۴۱ موفق به دریافت دکترای خود از دانشگاه یال (Yale) شد و در ۱۹۶۳ به عنوان مشاور ارزیابی و استخدام در مک بر (McBer) آغاز کرد. تحقیقات وی در زمینه ضریب هوشی و شخصیت در مجله روانشناسان آمریکا به چاپ رسید و بیشتر روی روابط و انگیزش متمرکز گردید. در ۱۹۵۶ کرسی استادی دانشگاه وسلیان را کسب نمود و همچنین عضو هیئت علمی دانشگاه هاروارد گردید وی در ۲۷ مارس ۱۹۹۸ دیده از جهان فروبست.

## نظریه چهار عاملی مک کللند
نظریه دیوید مک کللند چهار عامل انگیزشی را در انسان معرفی می‌نماید که هرکس می‌تواند درجات مختلفی از هرکدام را داشته باشد و در یکی غالب باشد.

## نیاز به موفقیت
یعنی تلاش در به ثمر رساندن هر کاری محول شده و کسب موفقیت و درخشیدن.
نیاز به موفقیت تقریباً ۸۰٪ نیروی محرک و انگیزشی تمام افراد است. افرادی که این نیاز در آن‌ها غالب است، اهل قمار و برد و باختهای بزرگ نیستند و موفقیت خودرا بر پایه شانس قرار نمی‌دهند و تلاش می‌کنند تا مسئولیت امور را خود در اختیار داشته باشند هرچند از پذیرفتن کارهای ساده یا بسیار سخت یا شانسی اجتناب می‌ورزند.

## نیاز به قدرت
نیاز به کسب اختیار و اقتدار. تمایل افراد برای کنترل بقیه به گونه‌ای خارج از تمایل آنها.

## نیاز به ارتباطات
تمایل به ایجاد دوستی و کسب حمایت و ایجاد روابط صمیمی با دیگران. تمایل افراد برای ایجاد ارتباط متقابل و دوستانه با دیگران.

## نیاز به یکتایی یا تازگی
به تمایلاتی گفته که از طریق آن‌ها خود را متفاوت و آغازین درک می‌کنیم.

## اهداف نظریه
از وظایف رهبران و مدیران هر سازمان جذب صحیح افراد شایسته (دانش، مهارت، ویژگی‌های فردی) و انگیزش مستمر آن‌ها و ایجاد فرصتهای آموزش و پیشرفت می‌باشد، نظریه مک کله لند یکی از ابزارهای خوب قابل استفاده در این راه می‌باشد. افراد نیازمند به موفقیت عملکرد بهتری نسبت به دو گروه دیگر دارند و سازمان‌های دارای افراد بیشتری از این تیپ شخصیتی بازده بهتری دارند، نظریه مک کله لند شناسایی افراد نیازمند به موفقیت و راه‌های انگیزش افراد را مورد بررسی قرار داده.